# Дюшен, Мэтт
Мэ́ттью (Мэтт) Дюше́н (фр. Matthew Duchene, 16 января 1991, Халибертон, Онтарио, Канада) — профессиональный канадский хоккеист, центрфорвард клуба НХЛ «Даллас Старз». Олимпийский чемпион 2014 года и чемпион мира 2015 и 2016 годов в составе сборной Канады. Чемпион мира среди юниоров 2008 года.

## Клубная карьера

### Дебют и первые годы в «Колорадо Эвеланш»

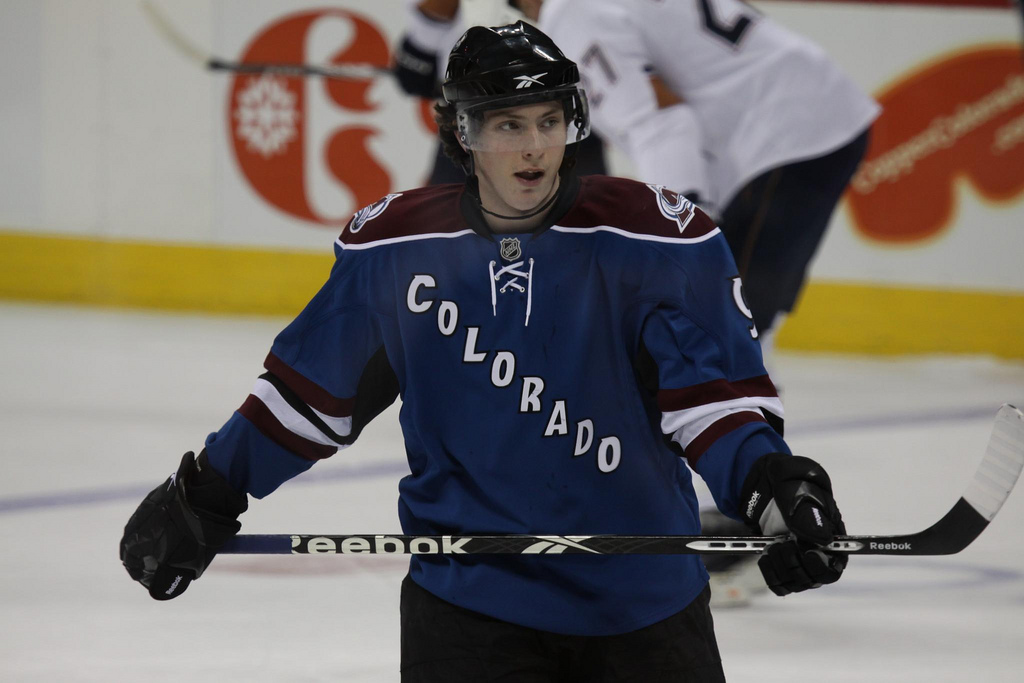
Дюшен в составе «Эвеланш» в 2010 году, в своём первом сезоне в НХЛ

На драфте НХЛ в 2009 году был выбран под общим третьим номером клубом «Колорадо Эвеланш». 1 октября 2009 года в возрасте 18 лет дебютировал за свою новую команду в матче против «Сан-Хосе Шаркс», в котором набрал своё первое очко, отдав результативную передачу на Джона-Майкла Лайлза. Первый гол забил 17 октября 2009 года в ворота «Детройт Ред Уингз» вратарю Крису Осгуду. На следующий день было объявлено, что Дюшен проведёт весь оставшийся сезон в составе «Эвеланш». 30 ноября Дюшен оформил свой первый дубль в НХЛ и смог помочь «лавинам» победить «Тампу-Бэй Лайтнинг» со счётом 3:0. 2 декабря он провёл свою вторую игру с двумя голами и первую с тремя очками вматче против «Флориды Пантерз». Это был первый случай, когда 18-летний хоккеист забил по два гола в двух играх подряд НХЛ после того, как Радек Дворжак сделал это в составе «Флориды» в ноябре 1995 года. Впоследствии Дюшен был выбран новичком месяца в НХЛ в декабре 2009 года, забив 5 голов и отдав 8 результативных передач в 14 играх.
6 апреля 2010 года Дюшен забил победный буллит в матче против «Ванкувер Кэнакс», окончившимся со счётом 4:3 и обеспечил «Эвеланш» путёвку в плей-офф Кубка Стэнли. Дюшен закончил свой первый сезон в НХЛ третьим в составе «лавин» по результативности с 55 очками и вторым по голам с 24 шайбами, уступив лишь Крису Стюарту с 28. Дюшен также отдал три голевые передачи в шести играх плей-офф, но «Эвеланш» проиграли серию «Сан-Хосе Шаркс» в первом раунде. По итогам сезона 2009/10 попал в символическую сборную новичков НХЛ и занял третье место в голосовании за «Колдер Трофи» — награду, присуждаемую лучшему новичку сезона НХЛ. Среди новичков НХЛ он финишировал первым по набранным очкам в регулярном сезоне, на одно опередив Джона Тавареса, а также делил с Таваресом первое место по количеству голов.
15 ноября 2010 года Дюшен провёл первую драку карьере с нападающим «Сент-Луис Блюз» Владимиром Соботкой. В январе 2011 года он был выбран для участия в матче всех звёзд. Во время игры он стал первым игроком в истории матча всех звёзд, заработавшим штрафной бросок, после того как нападающий «Вашингтон Кэпиталз» Александр Овечкин бросил свою клюшку в сторону Дюшена и нарушил правила. Однако буллит Дюшена отразил Хенрик Лундквист из «Нью-Йорк Рейнджерс». 26 января Дюшен записал своё 100-е очко в НХЛ, забросив шайбу в ворота Илье Брызгалову из «Финикс Койотс». Дюшен завершил сезон с 67 (27+40) очками и стал самым молодым игроком в истории «Колорадо Эвеланш», который стал лучшим бомбардиром клуба в сезоне.
4 ноября 2011 года Дюшен оформил свой первый хет-трик в карьере, а также провёл первую четырёхочковую игру в карьере в матче против «Даллас Старз». По ходу сезона 2011/12 травмы преследовали игрока, в результате чего и он провёл всего 58 игр, набрав 28 (14+14) очков.
23 июня 2012 года Дюшен, будучи ограниченно свободным агентом, подписал двухлетний контракт с «Колорадо» на общую сумму 7 миллионов долларов.

### Выступление в Европе во время локаута
Во время локаута в НХЛ в сезоне 2012/13 играл за шведскую «Фрёлунду», а позже за швейцарскую «Амбри-Пиотту».
2 октября 2012 года Дюшен подписал двухмесячный контракт с клубом «Фрёлунда» из Шведской хоккейной лги. Дебютировал за них 14 октября, в победном матче против «МОДО», окончившимся со счётом 4:3, где он отдал две передачи. Приближаясь к завершению контракта с «Фрёлундой», было объявлено, что он не будет продлён. В своей последней игре в Швеции забросил победную шайбу в матче против «Линчёпинга». Всего за «Фрёлунду» Дюшен забросил 4 шайбы и набрал 14 очков в 19 матчах.
На следующий день, 9 декабря 2012 года, Дюшен подписал контракт на один месяц с опцией продления на оставшуюся часть локаута с «Амбри-Пиоттой» из Швейцарской национальной лиги. За швейцарский клуб он провёл четыре встречи, набрав пять очков. После того, как было достигнуто предварительное соглашение о прекращении локаута в НХЛ, 7 января 2013 года Дюшен попрощался с фанатами «Амбри-Пиотты».

### Возвращение в «Колорадо»

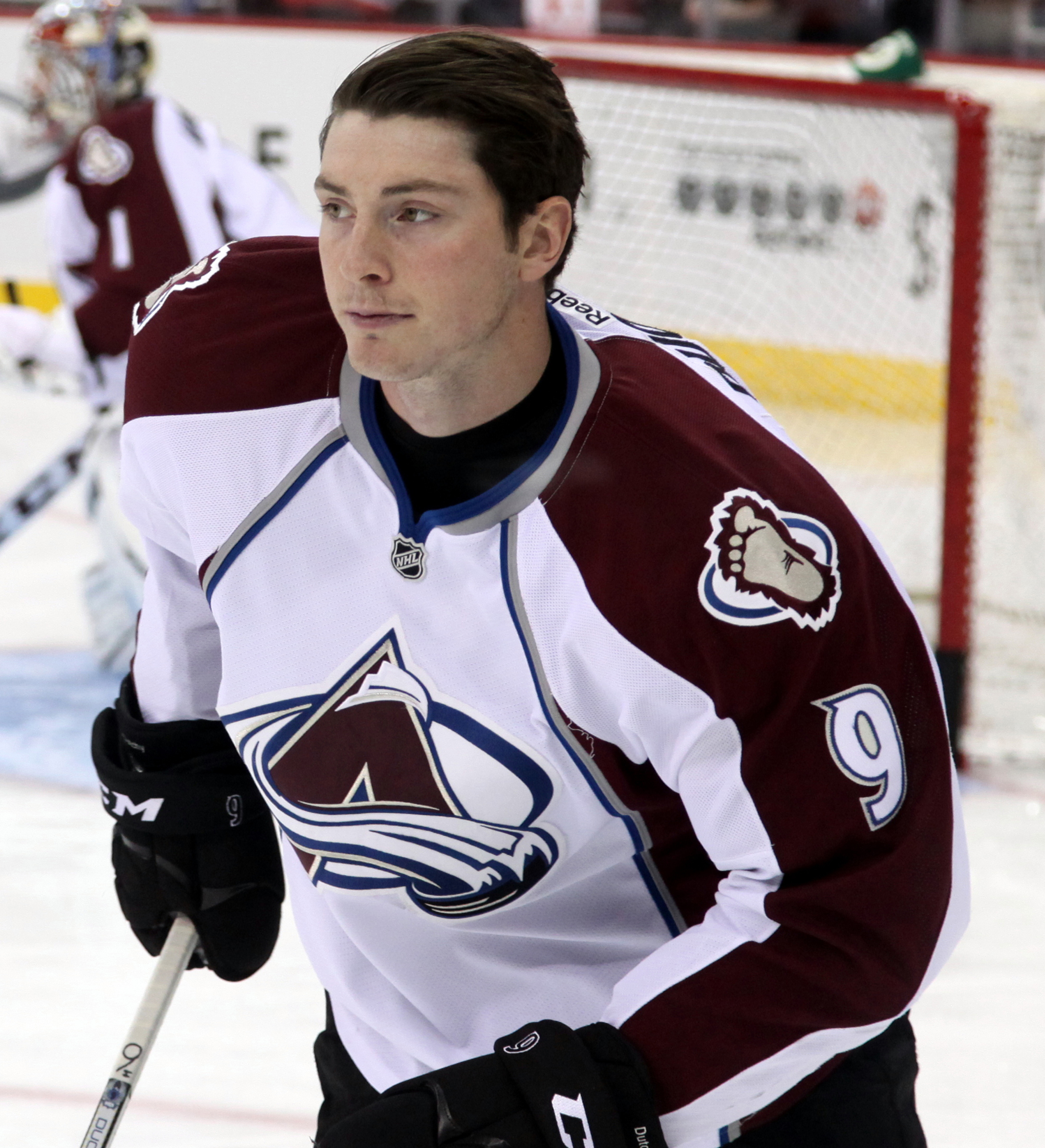
Дюшен в ноябре 2014 года

В сокращённом сезоне 2012/13 вместе с Пьером-Алексадром Паренто стал лучшим бомбардиром «лавин», набрав в 47 встречах 43 (17+26) очка. Также Дюшен стал вторым снайпером клуба, уступив лишь на одну шайбу Паренто. Однако это не помогло «Эвеланш» и они стали худшей командой Западной конференции, набрав 39 очков.
18 июля 2013 года Дюшен продлил соглашение с «Колорадо Эвеланш» на 5 лет на общую сумму $ 30 млн.
В сезоне 2013/14 стал лучшим бомбардиром и ассистентом клуба, набрав 70 (23+47) очков в 71 встрече и смог помочь команде стать чемпионами Центрального дивизиона. 31 марта 2014 года «лавины» объявили, что Дюшен, скорее всего, пропустит четыре недели из-за травмы колена после столкновения с товарищем по команде Джейми Макгинном в игре против «Сан-Хосе Шаркс». Дюшен пропустил первые пять игр плей-офф из-за травмы, но сыграл в шестой и седьмой играх серии, сделав три передачи. Однако «Эвеланш» проиграли серию «Миннесоте Уайлд» в четвертьфинале Западной конференции, пропустив победную шайбу от Нино Нидеррайтера в овертайме седьмого матча серии.
В сезоне 2015/16 участвовал в своём втором матче всех звёзд, а также впервые в карьере забросил 30 шайб в регулярном чемпионате, став лучшим снайпером команды. Также Дюшен отдал 29 результативных передач и стал лучшим бомбардиром клуба с 59 очками.
13 октября 2016 года «Колорадо Эвеланш» объявил, что Дюшен будет альтернативным капитаном в сезоне 2016/17. В декабре 2016 года набрал 400-е очко в НХЛ. Сезон 2016/17 был для «Эвеланш» худшим в истории клуба — команда набрала всего 48 очков, что стало самым слабым результатом за последние 17 лет. Результаты Дюшена стали худшими с сезона 2011/12, но несмотря на это он стал вторым бомбардиром и снайпером, а также третьим ассистентом клуба.
По ходу сезона 2016/17 и летом неоднократно появлялась информация, что Дюшеном интересуются «Нэшвилл», «Калгари», «Бостон», «Айлендерс» и другие клубы. Дюшен перед дедлайном в 2017 году возглавил рейтинг доступных для обмена, по версии TSN.

### Обмен в «Оттаву Сенаторз»
Сезон 2017/18 начал в составе «Эвеланш», набрав в 14 матчах 10 (4+6) очков. 5 ноября 2017 года Дюшен провёл 2 минуты на льду в игре между «Колорадо Эвеланш» и «Нью-Йорк Айлендерс», после чего он был снят с игры, так как в результате трёхстороннего обмена между «Колорадо», «Оттавой» и «Нэшвиллом», он стал игроком клуба «Оттава Сенаторз». «Оттаве» достался только Дюшен, в «Нэшвилл» перешёл форвард Кайл Террис, а в «Эвеланш» отправились голкипер Эндрю Хэммонд, 18-летний форвард Шейн Боуэрс, защитник Самюэль Жирар, нападающий Владислав Каменев, выборы в 1-м (пик «Оттавы») и 2-м раундах драфта 2018 (пик «Нэшвилла»), а также выбор в 3-м раунде драфта НХЛ 2019 (пик «Оттавы»). Защитник «лавин» Эрик Джонсон после обмена Дюшена в «Сенаторз» заявил, что тот не хотел больше играть за «Колорадо» и игроки ждали его обмена.
Первые игры за новый клуб Дюшен провёл в Швеции в вынесенных матчах против своего бывшего клуба — «Колорадо», не набрав очков, как и в нескольких следующих встречах. После первых семи матчей за «Оттаву» у Дюшена не было набранных очков, а показатель полезности составлял -10. В своём восьмом матче за «Оттаву» канадец отметился заброшенной шайбой в ворота Ярослава Галака из «Нью-Йорк Айлендерс». Несмотря на неудачный старт в новом клубе, Мэтт в 68 встречах набрал 49 (23+26) очков, став лучшим снайпером и четвёртым бомбардиром «сенаторов».
В октябре 2018 года в первом матче после возвращения в Денвер его тепло поприветствовали болельщики «Эвеланш», а сам Мэтт оформил дубль и пополнил список игроков, забивавшим всем действующим клубам лиги. В ноябре канадец попал в скандальную ситуацию, так как в интернет выложили видео, где он с товарищами по команде критикует тренера «Сенаторз» в такси. Позже он извинился. В сезоне 2018/19 Дюшен провёл 50 матчей и набрал 58 (21+37) очков, став вторым бомбардиром и снайпером клуба, проведя при этом на 9 матчей меньше, чем опережающий его Марк Стоун. По окончании сезона 2018/19 у Дюшена заканчивался контракт и он мог покинуть «Оттаву» как неограниченно свободный агент, потому по ходу сезона 2018/19 «сенаторы» предложили продлить контракт нападающему на 8 лет на общую сумму $ 64 млн., однако соглашение подписано не было.

### Переход в «Коламбус Блю Джекетс»
22 февраля 2019 года был обменян в «Коламбус Блю Джекетс» вместе с защитником Юлиусом Бергманом. В качестве компенсации «Сенаторз» получили нападающих Виталия Абрамова, Йонатана Давидссона, выбор в первом раунде драфта 2019, а также условный выбор в первом раунде драфта 2020. 24 февраля набрал первые очки в составе «Блю Джекетс», отдав передачу и забросив шайбу в матче против «Сан-Хосе Шаркс». В регулярном чемпионате нападающий набрал 12 (4+8) очков, а также 10 (5+5) очков в 10 матчах плей-офф. Канадец помог «Блю Джекетс» впервые в истории пройти первый раунд, которые «всухую» обыграли обладателя Президентского Кубка — «Тампу-Бэй Лайтнинг» со счётом 4-0 в серии. Во втором матче противостояния против «Бостон Брюинз» Дюшен забросил победную шайбу во втором овертайме в ворота Туукки Раска, тем самым сравняв счёт в серии. Однако «Коламбус» проиграл в серии со счётом 2-4. По окончании сезона Дюшен покинул клуб в качестве неограниченно свободного агента, несмотря на предложения о продлении контракта.

### «Нэшвилл Предаторз»
1 июля 2019 года в качестве неограниченно свободного агента подписал 7-летний контракт с «Нэшвилл Предаторз» на общую сумму $ 56 млн.
Первый матч в составе «Предаторз» провёл 3 октября 2019 года, отдав 3 результативные передачи в матче против «Миннесоты Уайлд». Через неделю забил первую шайбу в составе «хищников» в ворота Брэйдена Холтби из «Вашингтон Кэпиталз». В сезоне 2019/20 стал третьим бомбардиром клуба после Романа Йоси и Филипа Форсберга, набрав в 66 встречах 42 (13+29) очков. В плей-офф отметился лишь двумя очками, а «Предаторз» проиграли серию квалификационного раунда «Аризоне Койотис» в четырёх играх.
Сезон 2020/21 стал худшим для Дюшена в карьере. В 34 матчах он набрал лишь 13 (6+7) очков, став лишь 15-м бомбардиром клуба, выходя иногда даже в третьем звене. По ходу сезона он также получил травму нижней части тела и выбыл на несколько недель. В плей-офф Мэтт набрал 3 (1+2) очка в шести играх, забросив при этом победную шайбу во втором овертайме третьего матча серии против «Каролины Харрикейнз». По окончании сезона «Предаторз» были готовы к расстаться с Дюшеном и не защитили его на драфте расширения, но «Сиэтл Кракен» выбрал нападающего Калле Йернкрука.
В первых 14 матчах сезона 2021/22 Дюшен набрал 14 (8+6) очков, превзойдя достижение прошлого сезона (13 очков в 34 матчах). На тот момент он был лучшим снайпером команды, играя преимущественно в звене с Люком Куниным и Микаэлем Гранлундом во 2-м звене. В ноябре Дюшен в матче против «Монреаля». оформил свой первый хет-трик за 10 лет (3669 дней), который стал лишь вторым хет-триком в его карьере. Перерыв между хет-триками был длиннее только у 3 игроков в истории НХЛ – Дита Клэппера, Вуди Дюмарта и Ги Карбонно. Также Дюшен стал 4-м игроком в истории «Предаторз», забросив 3 гола менее чем за 10 минут игрового времени, уступив по этому показателю Рокко Гримальди, Стиву Салливану и Филипу Форсбергу. Всего за сезон Дюшен набрал 86 очков (43+43), что стало его лучшим результатом в карьере по голам и по очкам.
В сезоне 2022/23 канадец резко деградировал, набрав всего 56 (22+34) очка в 71-й встрече, а под конец сезона и вовсе получив травму руки. По окончании сезона его контракт, рассчитанный до 2027 года, был выкуплен «Нэшвиллом».

### «Даллас Старз»
1 июля 2023 года подписал однолетний контракт на 3 млн долларов с «Даллас Старз». 7 декабря 2023 года сыграл свой 1000-й матч в регулярных сезонах НХЛ. 26 февраля 2024 года набрал своё 800-е очко в НХЛ. Всего в 80 матчах сезона набрал 65 очков (25+40).

## Карьера в сборной
В составе сборной Канады участвовал в шести чемпионатах мира (2010, 2011, 2013, 2015, 2016 и 2017), в том числе на победных в 2015 и 2016 году, а также выступал в составе сборной на победных зимних Олимпийских играх 2014 и кубке мира 2016. В декабре 2012 года, во время локаута в НХЛ, также выступал за сборную Канады на Кубке Шпенглера, который его команда выиграла в 12-й раз в истории.
На чемпионате мира 2015 года набрал 12 очков (4+8) в 10 матчах, в том числе по 4 очка в играх против Германии и Австрии. По набранным очкам на турнире Дюшена опередили только его партнёры по команде Джейсон Спецца и Джордан Эберле. На чемпионате мира 2016 года в финале против Финляндии в Москве принял участие в обеих шайбах: сначала ассистировал Коннору Макдэвиду в первом периоде, а за секунду до конца матча сам забросил в пустые ворота. Всего на чемпионате мира в России набрал 10 очков (5+5) в 10 матчах и вошёл 10 лучших бомбардиров турнира.

## Личная жизнь
8 июля 2017 года Дюшен женился на своей девушке Эшли Гроссейнт. У пары двое детей — сын Бо Дэвид Ньюэлл Дюшен (род. 9 января 2019) и дочь Джеймс Оливия Дюшен (род. 9 ноября 2020).
Дюшен является убежденным христианином. Он племянник бывшего помощника главного тренера «Ванкувер Кэнакс» Ньюэлла Брауна. В детстве Дюшен болел за «Колорадо Эвеланш» и имел джерси легенд «Колорадо» Джо Сакика и Патрика Руа.
Дюшен является поклонником кантри-музыки и любит играть на гитаре.

## Статистика
| Легенда | Легенда                    | Легенда | Легенда                   | Легенда | Легенда    |
| ------- | -------------------------- | ------- | ------------------------- | ------- | ---------- |
| И       | Количество проведённых игр | Штр     | Штрафное время            | +/−     | Плюс-минус |
| Г       | Голы                       | П       | Голевые передачи          | О       | Очки       |
| -       | Статистика неизвестна      | —       | Статистика не учитывалась |         |            |

## Достижения
| Награда                            | Год        |        |
| ---------------------------------- | ---------- | ------ |
| ОХЛ                                |            |        |
| Бобби Смит Трофи                   | 2009       | [ 55 ] |
| НХЛ                                |            |        |
| Сборная новичков                   | 2010       | [ 56 ] |
| Участник Матча всех звёзд НХЛ      | 2011, 2016 |        |
| Международные                      |            |        |
| Сборная всех звёзд Кубка Шпенглера | 2012       | [ 57 ] |
| Олимпийский чемпион                | 2014       |        |
| Чемпион мира                       | 2015, 2016 |        |
| Обладатель кубка мира              | 2016       |        |